# Inert (chemia)
Inert – obojętny składnik układu chemicznego nie biorący udziału w reakcji chemicznej.